# Mariam Budia
Mariam Budia (Logroño, 14 marzo 1970) è una scrittrice e drammaturga spagnola.

## Biografia
Mariam Budia ha ottenuto un dottorato in "Teoria, storia e pratica del teatro" presso l'Università di Alcalá. Si è laureata in recitazione presso la Royal Superior Drama School (RESAD), e ha conseguito un diploma d'onore in musica presso il Conservatorio di musica professionale di La Rioja.
Ha lavorato come professore presso la Korean University insegnando letteratura spagnola, e ha ottenuto degli Excellent Teaching Awards; e come professoressa presso la Kobe City University of Foreign Studies, in Giappone.
Come scrittrice, si distingue nella ricerca di nuovi linguaggi per liberare i suoi personaggi dal loro ambiente naturale. Inoltre alcuni dei suoi lavori sono stati tradotti in inglese e coreano.
Realizza anche collaborazioni su riviste e quotidiani nazionali ed emittenti radiofoniche.

## Opere letterarie
Tra le maggiori pubblicazioni, in lingua spagnola, di Mariam Budia possiamo elencare:
- Historias del comediante fiel[7]
- Teatro del desarraigo[8]
- Teatro del desarraigo[8]
- Teatro del desarraigo[9]
- Antología de comedia y humor, (Budia, et al.) Ediciones Irreverentes, Madrid[10]
- El tamaño no importa V, (Budia, et al.) Ediciones Antígona - AAT, Madrid[11]
- Al Soslayo
- Cancán del Moulin
- La mujer Sakura written in Japan
- Prohibido autolesionarse
- Carlaño[5]

## Opere teatrali
Tra le maggiori opere teatrali di Mariam Budia, che sono state rappresentate nei maggiori teatri spagnoli (soprattutto a Madrid), troviamo:
- ¿Dentro del matrimonio?; Regista: Julián Quintanilla, attrice: Loles León[12]
- La indignación de Sinforoso; Regista: Quino Falero, attori: Manuel Galiana e Sofía Valero[13]
- La chocolatina; Regista: Fernando Sansegundo, attrice: Huichi Chiu[14]
- Cerrad las ventanas; Regista: Pedro Víllora, attrice: María Luisa Merlo[15][16]

## Attività di ricerca
Tra le pubblicazioni (in lingua spagnola o coreana), in qualità di ricercatrice, di Mariam Budia, troviamo:
- "Aproximación a los elementos formales y filosóficos de Dragón , obra inconclusa de García Lorca" (Estudios Hispánicos)[17][18]
- " Comedia sin título de García Lorca: ensayo dramatizado para una didáctica inconclusa" (The Korean Journal of Hispanic Studies)[19][20]
- "Aproximación a las estrategias creativas en Así que pasen cinco años : tiempo absoluto y subconsciente" (Estudios Escénicos)[21]